# Kanały mazurskie
Kanały mazurskie stworzyły unikatowy system szlaków wodnych od Pisza do Węgorzewa. Trasę tę po raz pierwszy przepłynął parowiec „Masovia” w dniu 3 września 1856 roku. Znacznie wcześniej, bo w 1379 roku, część tej trasy przebył zwykłą łodzią wielki mistrz zakonu krzyżackiego Winrich von Kniprode. Pierwsze projekty budowy kanałów mazurskich opracowali bracia polscy: Józef Naronowicz-Naroński, Samuel Suchodolec (Suchodolski) i Jan Władysław Suchodolec. W 1765 roku prowizoryczne kanały łączyły jeziora Śniardwy i Mamry. W tym czasie znajdowała się śluza na jeziorze Tałty, na granicy z Jeziorem Mikołajskim. Brzegi kanałów umocnione były faszyną, a śluzy wykonane były z drewna. Było sześć śluz i dziesięć mostów. Kanały na wymienionej trasie uległy zapiaszczeniu i zaprzestano ich eksploatacji w 1789 roku. W roku 1799 przy wysokim stanie wody, udało się przetransportować 43 pnie drzew z Puszczy Piskiej przez jeziora mazurskie, Węgorapę do Pregoły. Ostatecznie system połączeń wodnych został zniszczony w czasie wojen napoleońskich. Kanały mazurskie nabrały obecnego kształtu w czasie wielkich robót publicznych w latach 1854–1857.
Kanały łączące Wielkie Jeziora Mazurskie (kolejność od południa do północy):
- Kanał Nidzki – łączy jeziora Guzianka Wielka i Nidzkie
- Kanał Jegliński – łączy jeziora Roś i Seksty (część jeziora Śniardwy)
- Kanał Tałcki – łączy jeziora Tałty i Tałtowisko
- Kanał Grunwaldzki – łączy jeziora Tałtowisko i Kotek
- Kanał Mioduński – łączy jeziora Kotek i Szymon
- Kanał Szymoński – łączy jezioro Szymon z Jeziorem Szymoneckim
- Kanał Kula – łączy Jezioro Jagodne z Jeziorem Bocznym
- Kanał Łuczański – łączy jeziora Niegocin i Kisajno
- Kanał Niegociński – łączy jeziora Niegocin i Tajty
- Kanał Piękna Góra – łączy jeziora Tajty i Kisajno
- Kanał Sztynorcki – łączy jezioro Dargin z Jeziorem Sztynorckim i portem w Sztynorcie
- Kanał Węgorzewski – łączy „łuk” Węgorapy
- Kanał Brożajcki – łączy Węgorapę z Gołdapą (nieczynny)
- Kanał Mazurski (niedokończony) – miał połączyć Wielkie Jeziora Mazurskie z Morzem Bałtyckim